# Mu'a (Wallis)
Pour les articles homonymes, voir Mu'a (Tonga).

Carte d'une partie du district de Mu'a sur une photographie satellite de la NASA.

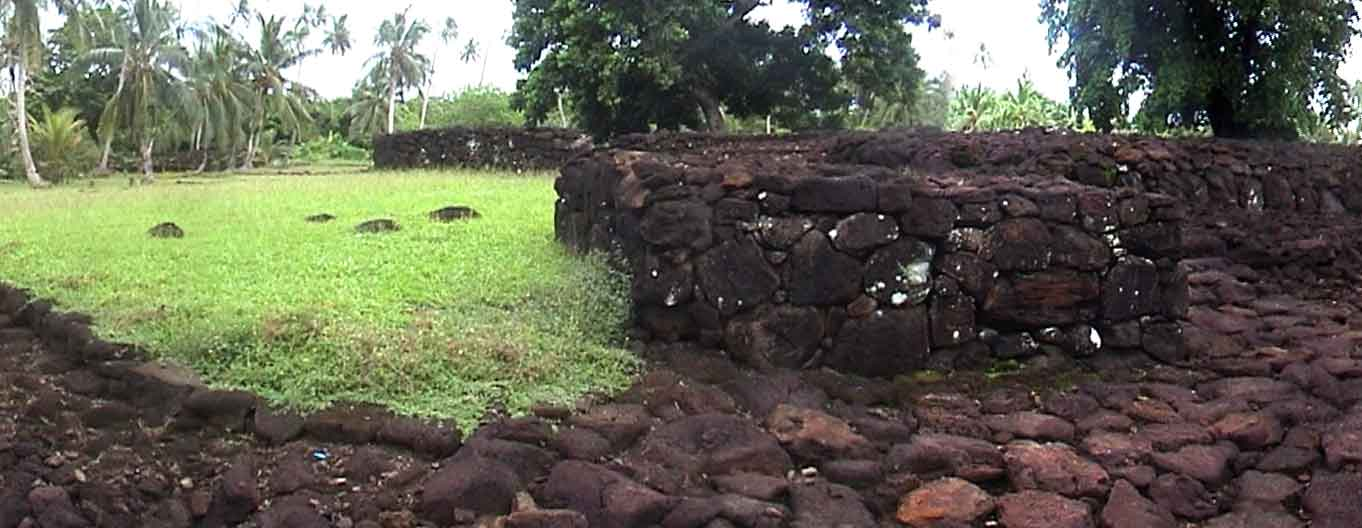
Ruines du fort tongien à Talietumu, dans le district de Mu'a.

Mu'a est un des trois districts du royaume coutumier d'Uvéa situé au sud de l'île Wallis, dans le territoire d'outre-mer de Wallis-et-Futuna. 

## Toponymie
En wallisien, ce nom signifie « d'abord, devant », « marcher en tête ».

## Politique et administration
Le siège administratif est à Mala'efo'ou (ex-Mu'a) et comprend neuf autres villages : Utufua, Halalo, Vaimalau, Lavegahau, Te'esi, Gahi, Tepa, Ha'atofo et Kolopopo ainsi que le hameau de Fineveke.

### Liste des chefs de district (faipule)
| Période                                  | Période         | Identité                 | Étiquette | Qualité     |
| ---------------------------------------- | --------------- | ------------------------ | --------- | ----------- |
| Les données manquantes sont à compléter. |                 |                          |           |             |
| ?                                        | ?               | Sosefo Kameli            |           |             |
| Les données manquantes sont à compléter. |                 |                          |           |             |
| 1942                                     | 1947            | Pelenato Fuluhea         |           |             |
| 1947                                     | 1953            | Apalahamo Vakalepu       |           |             |
| 1953                                     | 1961            | Pelenato Fuluhea         |           |             |
| 1961                                     | 1962            | Automalo Manuka          |           |             |
| 1962                                     | 1964            | Pelenato Fuluhea         |           |             |
| Les données manquantes sont à compléter. |                 |                          |           |             |
| ?                                        | 13 juillet 1969 | Siolesio Alikisio Liufau |           |             |
| 13 juillet 1969                          | ?               | Apalahamo Vakalepu       |           |             |
| Les données manquantes sont à compléter. |                 |                          |           |             |
| 2008                                     | 2015            | Mikaele Tui              |           | Journaliste |
| 2015                                     | 28 mai 2016     | Maleto Liufau            |           |             |
| 28 mai 2016                              | ?               | Pulunone Lakalaka        |           |             |
| 2023                                     | En cours        | Soane Vakalepu           |           |             |

## Population et société

### Démographie
Ce district comptait 2 976 habitants en 2018, répartis sur dix villages :
| Village     | Population (1921) | Population (2018) | Population (2023) |
| ----------- | ----------------- | ----------------- | ----------------- |
| Gahi        |                   | 249               |                   |
| Ha'atofo    |                   | 197               |                   |
| Halalo      |                   | 471               | 460               |
| Kolopopo    |                   | 99                |                   |
| Lavegahau   |                   | 330               |                   |
| Mala’efo’ou |                   | 171               |                   |
| Te'esi      |                   | 216               |                   |
| Tepa        |                   | 270               |                   |
| Utufua      |                   | 602               | 588               |
| Vaimalau    |                   | 371               |                   |
| Total       | 1 845             | 2 976             | 2 890             |

## Culture locale et patrimoine

### Lieux et monuments
Le district abrite l'un des sites archéologiques majeurs de Wallis, le fort tongien de Kolo Nui à Talietumu.